# Hepu (köpinghuvudort i Kina, Hubei Sheng, lat 30,99, long 115,38)
Hepu är en köpinghuvudort i Kina. Den ligger i provinsen Hubei, i den centrala delen av landet, omkring 110 kilometer nordost om provinshuvudstaden Wuhan. Antalet invånare är 50 823. Befolkningen består av 23 390 kvinnor och 27 433 män. Barn under 15 år utgör 15,0 %, vuxna 15-64 år 76 %, och äldre över 65 år 8,0 %.
Runt Hepu är det tätbefolkat, med 276 invånare per kvadratkilometer. Närmaste större samhälle är Shengli, 17,0 km norr om Hepu. I omgivningarna runt Hepu växer i huvudsak blandskog.
Genomsnittlig årsnederbörd är 1 868 millimeter. Den regnigaste månaden är juli, med i genomsnitt 305 mm nederbörd, och den torraste är januari, med 48 mm nederbörd.